# Liga Alvearense de Fútbol (Buenos Aires)
La Liga Alvearense de Fútbol es una de las Ligas Regionales de fútbol ubicada en la Provincia de Buenos Aires en la Argentina con sede en Pte. Perón 426 de la ciudad de General Alvear.
La fundación de la liga data del 14 de mayo de 1953.
La Liga Alvearense de Fútbol está afiliada y participa en torneos de selecciones organizados por el Consejo Federal del Fútbol Argentino (CFFA) de la Asociación del Fútbol Argentino

## Equipos participantes
| Equipo                                 | Ciudad         | Año de Fundación | Provincia    |
| -------------------------------------- | -------------- | ---------------- | ------------ |
| Alvear Fútbol Club                     | General Alvear | 1917             | Buenos Aires |
| Asociación Española de Socorros Mutuos | General Alvear | 1888             | Buenos Aires |
| Asociación Jóvenes Alvearenses         | General Alvear | 1997             | Buenos Aires |
| Club Deportivo Leones de Juda          | General Alvear | 2012             | Buenos Aires |
| Club Estrella Azul y Blanca            | General Alvear | 2015             | Buenos Aires |
| Club Unión Empleados de Comercio       | General Alvear | 1930             | Buenos Aires |
| Club Deportivo Alvear                  | General Alvear | 1919             | Buenos Aires |